# Jacob Kastelic
Jacob Kastelic (geboren am 4. Jänner 1897 in Wien, Österreich-Ungarn; gestorben am 2. August 1944 ebenda) war ein österreichischer Widerstandskämpfer gegen den Nationalsozialismus.

## Leben
Der Sohn eines Bäckermeisters besuchte ab dem Schuljahr 1908/09 das k.k. Staatsgymnasium in der Fichtnergasse in Wien-Hietzing. Als bedürftiger Schüler war er aufgrund seiner vorzüglichen Noten ab der ersten Klasse vom Schulgeld befreit und erhielt ab der vierten Klasse ein jährliches Stipendium von der k.k. niederösterreichischen Statthalterei. Im Oktober 1915 konnte er infolge der Kriegsereignisse des Ersten Weltkrieges eine Kriegsmatura abschließen, welche er mit Auszeichnung bestand. Am 11. August 1915 wurde er eingezogen und zum Leutnant der Reserve befördert. Während des Krieges erlitt er einen Streifschuss im Juli 1916 und einen Lungendurchschuss im Oktober 1916.
Nach Abrüstung inskribierte er an der Wiener juridischen Fakultät und promovierte am 22. Dezember 1924. 1934 trat er eine Stelle beim Österreichischen Arbeitsdienst an, an dessen Aufbau er mitwirkte. 1935 kam der Österreichische Arbeitsdienst zum Bundesministerium für soziale Verwaltung. 1937 heiratete er eine Friseurstochter aus Wien-Hietzing, aus der Ehe gingen zwei Söhne hervor (Norbert, Gerhard).
Kastelics politisches Engagement begann in katholischen Jugendorganisationen wie bei den Patres Kalasantinern. Seit 1924 war er Mitglied der Christlichsozialen Partei und kandidierte für den Gemeinderat und 1930 auch anlässlich der letzten Nationalratswahlen der Ersten Republik. Seit ihrer Gründung durch den Tiroler Lehrer Hans Bator (nach Idee von Kurt Schuschnigg) gehörte Kastelic den Ostmärkischen Sturmscharen an. Dabei handelte es sich um einen paramilitärischen Verband, der später in eine „Kulturorganisation“ umgewandelt wurde. 1933/34 war Kastelic Wiener Landesführer der Ostmärkischen Sturmscharen, bis 1938 Leiter des Sozial- und Wirtschaftsverbandes der Organisation. Auch bei der christlichsozialen Lueger-Jungfront arbeitete er mit.
Nach dem Anschluss Österreichs an das Dritte Reich im März 1938 wurde der Österreichische Arbeitsdienst aufgelöst und Kastelic arbeitete fortan als Rechtsanwaltsanwärter in der Kanzlei des Anwalts Karl Schreiner.
Im selben Jahr gründete Kastelic die Großösterreichische Freiheitsbewegung und suchte Kontakt zu anderen Widerstandsbewegungen in Österreich. Dabei ging die Gruppe theoretisch vor und handelte kaum. Im Sommer 1940 wurde die Gruppe von Burgschauspieler Otto Hartmann verraten und Kastelic am 23. Juli 1940 verhaftet. Im Dezember 1940 wurde er ins Wiener Landesgericht eingeliefert, im Sommer 1941 nach Anrath in das Strafgefängnis verlegt, anschließend in die Strafanstalt Hamborn eingewiesen und im Jänner 1943 erneut nach Anrath überstellt. Im November desselben Jahres sollte der von gesundheitlichen Problemen infolge Unterernährung gezeichnete Kastelic zum Prozess nach Wien gebracht werden, doch die Verlegung zog sich über mehrere Wochen hin, da Schienen und Verkehrsnetz durch den Krieg in Mitleidenschaft gezogen waren.
Gemeinsam mit einigen Mitstreitern wurde er am 1. März 1944 in einem Volksgerichtshofsprozess wegen Hochverrat zum Tode verurteilt. Fünf Wiederaufnahmeanträge und das Gnadengesuch seiner Mutter wurden abgewiesen. Das Urteil wurde am 2. August 1944 durch das Fallbeil vollstreckt. Eduard Köck, Seelsorger am Wiener Landesgericht, schrieb über Jacob Kastelic: „Vorbildlich fromm, vollends ergeben in Gottes Willen starb [er] gefasst und gottergeben wie ein Heiliger.“
Kastelics Leichnam wurde nach Kriegsende 1945 in der Wiener Anatomie gefunden und am 27. Oktober 1945 auf dem Friedhof von Wien-Penzing beigesetzt. Während der nationalsozialistischen Diktatur waren die Körper hunderter hingerichteter Widerstandskämpfer dem Anatomischen Institut der Universität Wien übergeben worden.

## Gedenkstätten
- Eigene Gedenktafel in der Pfarrkirche in der Alserstraße in Wien
- Benennung eines Wohnhauses im 14. Bezirk (Jenullgasse 21) nach Kastelic
- Eigene Gedenktafel im Kalasantinerkollegium in der Reinlgasse in Wien
- Benennung des Kastelicwegs in Wien-Donaustadt (2016)